# Diademodon
Diademodon es un género de terápsidos herbívoros, que existieron en el Triásico Medio. Tenía el tamaño aproximado de una vaca pequeña. Los fósiles de la especie Diademodon tetragonus han sido hallados en la formación Río Seco de la Quebrada en la provincia de Mendoza, Argentina.

## Géneros relacionados
- Cynognathus
- Trirachodon